# NPM3
NPM3‏ (Nucleophosmin/nucleoplasmin 3) هوَ بروتين يُشَفر بواسطة جين NPM3 في الإنسان.